# Marijonas Visakavičius
Marijonas Visakavičius (*  17. Januar 1944 in Lokėnai, Rajongemeinde Ukmergė; † 4. Februar 2019) war ein litauischer und sowjetischer Politiker.

## Leben
Von 1958 bis 1960 war Visakavičius Bauer im Kolchos. Von 1960 bis 1963 lernte er am Technikum für Mechanisation der Landwirtschaft in Ukmergė. Danach leistete er den Sowjetarmee-Dienst. Von 1966 bis 1969 arbeitete er in Obeliai, in der Leinenfabrik Ukmergė, im Sowchos in Leonpolis, von 1970 bis 1990 als Operator im Chemieunternehmen „Azotas“ in Jonava, von 1975 bis 1979 als Bauarbeiter in der Rajongemeinde Jonava. Von 1989 bis 1990 war er Volksdeputierter im Obersten Sowjet der UdSSR (als Kandidat im Wahlbezirk Kėdainiai-Jonava) und von 1992 bis 1996 Mitglied im Seimas.
Von 1967 bis 1989 war Visakavičius Mitglied der KPdSU, ab 1990 der Lietuvos demokratinė darbo partija. 1990 wurde er Leiter des Gewerkschaften-Verbandes Lietuvos laisvųjų profesinių sąjungų konfederacija (Lietuvos profsąjungų centras).
Sein Grab ist im Friedhof Lokėnai.

## Familie
Visakavičius war verheiratet. Mit Frau Marija hatte er Kinder Edmundas, Natalija und Erikas.